# Церковь Нор-Стунис
Нор-Стунис (арм.  Նոր-Սթունիս) — армянская церковь в селе Шалва Лачинского района Азербайджана.
С 1992 по 2020 год территория, на которой находится церковь, контролировалась непризнанной Нагорно-Карабахской Республикой.

## История
Расположена в исторической провинции Армении Сюник[страница не указана 684 дня], церковь построена в XVII веке период армянского Кашатагского меликства.
Первое письменное упоминание о Стунисе встречается в списке сел, выплачивающих налог Татевскому монастырю. В начале XIX века, во время русско-персидских войн, армяне покидают село и его заселяют курды, переименовав его в Садинлар

## Архитектура
Церковь представляет собой трехнефную базилику с цилиндрическими сводами под двускатным перекрытием. Молитвенный зал в восточной части заканчивается полукруглой абсидой и двумя ризницами с ее южной и северной сторон.
Стены возведены из больших и маленьких груботесаных камней с использованием известкового раствора. Как снаружи, так и внутри церкви в стены вставлены обломки надгробий, хачкаров и резных камней различных времен. Своей объемно-пространственной композицией и планом она похожа на церкви Мирика, Ака, Герика и тоже относится к XVII веку.
Внутри церкви на одной из колонн у входа  имеется плохо сохранившаяся армянская надпись. Изнутри стены церкви покрыты штукатуркой. Единственный вход в церковь находится в южной части. На тимпане надписи нет. На западном, южном и восточном фасадах имеется по одному большому прямоугольному окну. Они были открыты в XIX веке или, что даже не исключено, в советские годы, когда эта церковь, как и многие армянские храмы других сел, была превращена в склад.